# Santos Laguna
Club Santos Laguna S.A. de C.V., cunoscut ca Santos Laguna, este un club de fotbal mexican. Clubul a fost fondată în 1982 și reprezintă zona urbană La Comarca Lagunera, care e formată din Torreón, Gómez Palacio și Lerdo. În prezent Santos Laguna evoluează în Liga MX.

## Palmares

### Național
- Primera División/Liga MX (4): Invierno 1996, Verano 2001, Clausura 2008, Clausura 2012

Vice-campioană (5): 1993–94, Verano 2000, Bicentenario 2010, Apertura 2010, Apertura 2011
- InterLiga (1): 2004

### Internațional
- CONCACAF Champions League:

Finalistă (2): 2011–12, 2012–13

### Neoficiale
- Copa Torreón: 1985
- Torneo Fútbol Tres: 1994
- Copa Corona: 2000
- Copa Gobernador Cero Marginación (2): 2006, 2008
- Trofeo Centenario de Torreón: 2007
- Copa Independencia: 2007
- Copa Xango: 2008
- Trofeo IPN 75 Aniversario: 2011
- Copa Centenario Real Club España: 2012
- Trofeo Bandera Nacional: 2013
- Trofeo IMSS 70 aniversario: 2013
- Trofeo UANL 80 aniversario: 2013

## Antrenori
| Perioada                     | Nume                   | Perioada                    | Nume               |
| ---------------------------- | ---------------------- | --------------------------- | ------------------ |
| 1988–89                      | Carlos Ortiz           | 1989–90                     | Rubén Maturano     |
| 1 iulie 1990–30 iunie 1991   | José de la Paz Herrera | 1991                        | José Luis Estrada  |
| 1991–92                      | Rubén Maturano         | 1992                        | Ignacio Jáuregui   |
| 1992                         | Pedro Dellacha         | 1992–93                     | Roberto Matosas    |
| 1993–94                      | Pedro García           | 1994–95                     | Miguel Ángel López |
| 1995–96                      | Patricio Hernández     | 1996                        | José Vantolrá      |
| 1996–98                      | Alfredo Tena           | 1998                        | Miguel Ángel López |
| Jan 1, 1999–Oct 4, 1999      | Juan de Dios Castillo  | Oct 8, 1999–Dec 31, 2001    | Fernando Quirarte  |
| 1 iulie 2002–Sept 13, 2002   | Sergio Bueno           | Sept 14, 2002–Dec 31, 2003  | Luis Fernando Tena |
| Jan 1, 2004–Oct 31, 2005     | Eduardo de la Torre    | Nov 3, 2005–Dec 31, 2005    | Jorge Vantolrá     |
| Jan 1, 2006–Feb 28, 2006     | Benjamín Galindo       | 5 martie 2006–Sept 1, 2006  | Wilson Graniolatti |
| Sept 12, 2006–24 martie 2009 | Daniel Guzmán          | 26 martie 2009–Dec 31, 2009 | Sergio Bueno       |
| Jan 1, 2010–Feb 20, 2011     | Rubén Omar Romano      | Feb 21, 2011–Sept 3, 2011   | Diego Cocca        |
| Sept 3, 2011–Sept 18, 2011   | Eduardo Rergis (int.)  | Sept 19, 2011–Nov 17, 2012  | Benjamín Galindo   |
| Jan 1, 2013–prezent          | Pedro Caixinha         |                             |                    |